# منتخب السلفادور لكرة القدم الشاطئية
منتخب السلفادور لكرة القدم الشاطئية (بالإسبانية: Selección de fútbol playa de El Salvador)‏ هو ممثل السلفادور الرسمي في المنافسات الدولية في كرة قدم شاطئية ، يديريه اتحاد السلفادور لكرة القدم.